# Eva Cortés
Eva Cortés (Tegucigalpa, 1972) es una cantante y compositora hondureña de jazz. 
Se encuadra en el movimiento de la fusión, al incorporar a su música las influencias de la música tradicional latinoamericana (zamba, bolero), el blues, la música tradicional andaluza y el jazz. Canta con un español de cadencia latinoamericana y ecos y acento andaluz.  
Eva Cortés nació en Tegucigalpa (Honduras), creció en Sevilla y reside actualmente entre Madrid y Nueva York. 
Se dio a conocer en el año 1980 tras grabar un álbum de canciones infantiles titulado Cosas de niños junto a cantantes como Ana Belén, Víctor Manuel, Mocedades y Miguel Bosé.
En la actualidad, su música refleja las influencias recibidas de su mestizaje cultural, así como de los diferentes géneros musicales desarrollados a lo largo de su trayectoria. Al crecer en una familia de gran tradición musical, estuvo expuesta a la música latinoamericana. Aunque escuchamos en sus primeras composiciones, a la edad de 16 años, una fuerte influencia del blues. 
En enero de 2006 voló hasta Santiago de Chile para grabar y coproducir Sola Contigo, su primer álbum en solitario que fue mezclado y masterizado posteriormente en París. En dicho trabajo podemos encontrar ritmos sudamericanos fusionados con el jazz y con un suave toque proveniente del sur de España. 
Eva se siente honrada por haber contado con la colaboración de músicos con una gran prestigio internacional : Jerry González, Antonio Serrano, Pepe Rivero y Nono García entre otros. En abril de 2008 Eva graba su segundo trabajo Como Agua entre los Dedos, que es un álbum de temas originales compuestos en su mayoría por Eva Cortés, aunque también destacan en el dos adaptaciones al castellano de dos standards como son You don’t know what love is y La Vie en Rose.
Edita su tercer álbum El Mar de Mi Vida el 6 de abril de 2010. Con su personal jazz fusión, ha conseguido hacerse un hueco entre las propuestas más interesantes y prometedoras del panorama jazzístico en español. [cita requerida] El Mar de Mi Vida reúne 12 temas que resultan exponentes máximos del mestizaje cultural. . En esta ocasión además, se unen el grande del flamenco Miguel Poveda en la versión del tema C'est si bon, Perico Sambeat, Lew Soloff (considerado uno de los trompetistas más brillantes de los últimos tiempos y que ha colaborado entre otros con Marianne Faithfull o Frank Sinatra), Santiago Cañadada, Rémy Decormeille, Georvis Pico, el bajista eléctrico del momento Hadrien Feraud y el batería inglés Mark Mondesir (ambos músicos de John McLaughlin).  Eva firma una vez más la mayoría de los cortes y comparte autoría en un par de temas con el guitarrista brasileño Kiko Loureiro. Además encontramos temas como Alfonsina y el Mar (Ariel Ramírez-Felix Luna), Une chanson Douce (Henrie Salvador- Maurice Pon), C'est si bon (André Hornez-Henri Betti) y Que reste-t-il de Nos Amours (Charles Trenet-Leo Chauliac).
"Back 2 the Source" (2011), su cuarto álbum, es jazz de la cabeza a los pies.es la mirada personal de Eva a la esencia de lo que ella considera el pilar de su influencia musical: el jazz. Como ya es habitual en los discos de Eva, destacan las colaboraciones de lujo,como la del guitarrista y primera figura brasileña Romero Lubambo o de Mark Whitfield, probablemente uno de los nombres más importantes de la guitarra jazzística de nuestros días. También colaboran el bajista de Paco de Lucía y figura fundamental en la música cubana de los últimos diez años, Alain Pérez, además de uno del batería Marc Miralta.
"Jazz One Night" (2012) VERVE/UNIVERSAL. Directo CD/DVD grabado el 28 de diciembre en Madrid en un solo concierto en directo.
- "In Bloom" septiembre de 2013.  Ha sido grabado en Sear Sound. NYC, en mayo de 2013.

Producido por Matt Pierson. Ingeniero Técnico: Chris Allen
Músicos: Romain Collin:piano/ Mike MOreno: Guitarra/ Luqués Curtis: Contra/ Kendrick Scott: Drums. Reinaldo Dejesus: Percusión.
y Christian McBride como artista invitado en un tema.

## Discografía
- Sola Contigo (2007).
- Como Agua entre los Dedos (2009)
- El Mar de Mi Vida  (2010)
- Back 2 the Source (2011)
- Jazz One Night with Eva Cortes in Madrid (2012)
- In Bloom" (2013)[2]

Otros álbumes en los que ha intervenido:
- Cosas de niños (álbum colectivo) (1980)
- SOY GITANO (CAMARON DE LA ISLA . Coros: Eva Cortes) (1989)
- Los Boleros de Chopin ( Pepe Rivero. Featuring Eva Cortes bonus track) (2010)
- Nuevas Divas de Jazz (álbum colectivo de VERVE . Universal) (2010)
- Better Days to Come" (álbum de Bobby Martinez) (2012)